# 양수아
양수아(梁秀雅, 1920년~1972년)는 대한민국의 화가이다.

## 생애
조선시대 문인화의 거장이며 호남 화단의 원조인 양팽손 선생의 15세손으로서 한국의 피카소라 불린다. 일본의 전쟁화가로 유명한 미야모토의 문하에서 삽화를 공부하며 기와바다 미술전문을 나왔다. 1948년 오지호 화백의 영향으로 아카데믹한 구상회화가 주조를 이루었던 호남 화단에서 파스텔로 그린 추상화전을 가져 충격을 주었다. 이 전시회는 중앙화단보다 더 빠른 것이었다. 1947년 목포 사범학교 미술 교사로 초빙되어 근무하다 문태중학교와 목포여자중학교 미술 교사를 역임했다. 한국 전쟁 직후인 1951년에 빨치산으로 지리산에 입산했다. 그 후 목포여중에 복직하였고, 목포여자고등학교와 목포중고등학교에서 근무하였다. 1956년에는 광주사범학교 교사로 근무하였다. 평생을 자신이 추구했던 추상적 세계를 펼치고자 했던 그는 1972년 지병으로 세상을 떠났다.